# Filip Ospalý
Filip Ospalý, né le 15 mai 1976 à Ústí nad Labem en Tchécoslovaquie (actuellement en République tchèque), est un triathlète professionnel, champion d'Europe de triathlon et de duathlon.

## Biographie
Filip Ospalý participe au premier triathlon olympique lors de Jeux de 2000 à Sydney en Australie, il ne termine pas la compétition, sélectionné quatre ans plus tard pour les Jeux olympiques d'été de 2008 il finit à la 29e place avec un temps de 1 h 57 min 17 s 058.

## Palmarès
Le tableau présente les résultats les plus significatifs (podium) obtenus sur le circuit international de triathlon depuis 2001,.
| Année | Compétition                              | Pays       | Position           | Temps           |
| ----- | ---------------------------------------- | ---------- | ------------------ | --------------- |
| 2015  | Grand Prix de triathlon (équipe club)    | France     | Médaille d'or      |                 |
| 2014  | Ironman 70.3 Norvège                     | Norvège    | Médaille d'or      | 3 h 50 min 43 s |
| 2014  | Grand Prix de triathlon (équipe club)    | France     | Médaille d'or      |                 |
| 2013  | Ironman 70.3 Pays d'Aix                  | France     | Médaille d'or      | 3 h 55 min 24 s |
| 2013  | Ironman 70.3 Norvège                     | Norvège    | Médaille d'or      | 3 h 46 min 10 s |
| 2013  | Ironman Floride                          | États-Unis | Médaille de bronze | 7 h 58 min 44 s |
| 2012  | Ironman 70.3 Norvège                     | Norvège    | Médaille d'or      | 3 h 47 min 22 s |
| 2012  | Ironman 70.3 Autriche                    | Autriche   | Médaille d'or      | 3 h 54 min 45 s |
| 2011  | Ironman 70.3 Autriche                    | Autriche   | Médaille d'or      | 3 h 55 min 27 s |
| 2010  | Championnat du monde Ironman 70.3        | États-Unis | Médaille d'argent  | 3 h 42 min 56 s |
| 2010  | Ironman 70.3 Autriche                    | Autriche   | Médaille d'or      | 3 h 46 min 2 s  |
| 2008  | Grand Prix de triathlon - Étape de Paris | France     | Médaille d'or      | Timing          |
| 2007  | Coupe du monde - l'étape de Madrid       | Espagne    | Médaille d'or      | 1 h 55 min 47 s |
| 2006  | Championnats d'Europe de duathlon        | Italie     | Médaille d'or      | 1 h 50 min 55 s |
| 2005  | Coupe du monde - l'étape de Hambourg     | Allemagne  | Médaille d'or      | 1 h 45 min 33 s |
| 2003  | Championnat d'Europe                     | Tchéquie   | Médaille d'argent  | 1 h 56 min 18 s |
| 2002  | Coupe du monde - l'étape de Lausanne     | Suisse     | Médaille d'or      | 1 h 52 min 6 s  |
| 2002  | Championnat d'Europe                     | Hongrie    | Médaille d'argent  | 1 h 47 min 47 s |
| 2001  | Championnat d'Europe                     | Tchéquie   | Médaille d'or      | 2 h 3 min 55 s  |